# Mayo (Florida)
Mayo è una città degli Stati Uniti d'America, situata in Florida, nella Contea di Lafayette, della quale è il capoluogo.